# Нысанбаев, Ерлан Нуралиевич
Ерлан Нуралиевич Нысанбаев (каз. Ерлан Нұрәліұлы Нысанбаев; род. 11 августа 1961, с. Подгорное Уйгурского района Алма-Атинской области) — казахстанский политический деятель, министр экологии и природных ресурсов Казахстана с 5 сентября 2023 года.

## Биография
Родился 11 августа 1961 года в с. Подгорное Уйгурского района Алма-Атинской области.
Окончил Казахский сельскохозяйственный институт по специальности инженер лесного хозяйства (1983) и Казахский национальный педагогический университет им. Абая (2008, бакалавр финансов). Кандидат сельскохозяйственных наук (2010), тема диссертации «Проблемы экологии и лесоводства в озеленении города Астаны».

## Трудовая деятельность
- 1983—1984 — мастер Уйгурского лесхоза[1][2][3];
- 1984—1989 — инструктор, заместитель заведующего организационным отделом Уйгурского райкома комсомола[1][2][3];
- 1989—1991 — инструктор организационного отдела, заместитель заведующего сектором сельскохозяйственного отдела Алма-Атинского обкома комсомола[1][2][3];
- 1991—1992 — главный специалист научно-производственной фирмы «КРАМДС-Агро»[1][3];
- 1992—1994 — директор внешнеторговой фирмы «Акжол-ИМПЭКС»[1][2][3];
- 1994—1996 — глава крестьянского хозяйства «Нысана»[1][2][3];
- 1996—2000 — начальник РПО «Сельхозэнерго»[1][2][3];
- 2000—2002 — начальник департамента административно-хозяйственной деятельности КГКП (Коммунальное государственное казенное предприятие) «Хозу» аппарата акима Атырауской области[1][2][3];
- 2002—2003 — директор ТОО «Лейер»[1][2][3];
- 2003—2004 — директор ТОО "Автоцентр «ALEM MOTORS»;
- 2004—2005 — первый заместитель директора РГП «Зеленстрой»[1][2][3];
- 2005—2006 — директор ГКП (Государственное казённое предприятие) «Зеленстрой»[1][2][3];
- 2006—2009 — генеральный директор АО «АстанаЗеленстрой»[1][2][3];
- Июль — август 2009 — аким сельского округа Тузды Бухар-Жырауского района Карагандинской области[1][3];
- Август 2009 — январь 2013 — председатель Комитета лесного и охотничьего хозяйства Министерства сельского хозяйства Республики Казахстан[1][2][3];
- Февраль 2013 — август 2014 — заместитель министра охраны окружающей среды Республики Казахстан[1][2][3];
- Август 2014 — июль 2019 — заместитель министра сельского хозяйства Республики Казахстан[1][2][3];
- Июль 2019 — май 2021 — заместитель министра экологии, геологии и природных ресурсов Республики Казахстан[2][3];
- Май 2021 — март 2023 — заместитель председателя Правления по стратегическому развитию и международным связям Казахского агротехнического университета имени Сакена Сейфуллина[2][4];
- Март — сентябрь 2023 — советник акима Астаны[2][4].
- С 5 сентября 2023 года — министр экологии и природных ресурсов Республики Казахстан[1][2]. 4 сентября депутаты Мажилиса согласовали его кандидатуру. Назначен Указом президента Токаева[4]. После отставки правительства, 6 февраля 2024 года был переназначен на должность министра[5][6].

Член Народно-демократической партии «Нур Отан» с 2004 года. Депутат маслихата Астаны (2007—2009).

## Награды
- Орден Курмет
- Медаль «За заслуги» (2007)[1][2]
- Медаль «10 лет Астаны» (2008)[1][2]

## Семья
Жена — Лейла Жумажанкина (1963 г.р.), сыновья — Ердан (1984 г.р.), Райымбек (2003 г.р.); дочь — Анара (1985 г.р.).